# 竹内千尋 (政治家)
竹内 千尋（たけうち ちひろ、1959年（昭和34年）6月21日 - ）は、日本の政治家。元三重県志摩市長（2期）。

## 来歴
阿児町出身。早稲田大学社会科学部卒。ホテル勤務などを経て、志摩郡阿児町議会議員、同議長となる。阿児町長も務める。

### 2004年志摩市長選挙
2004年に阿児町は近隣の4町と合併し、志摩市が発足。合併後の市長選挙に立候補し、旧志摩町長の大口秀和と元三重県議会議員の西尾文治を破り、初当選した。

※当日有権者数：50,216人 最終投票率：73.27%（前回比：-pts）
| 候補者名 | 年齢 | 所属党派 | 新旧別 | 得票数   | 得票率 | 推薦・支持     |
| -------- | ---- | -------- | ------ | -------- | ------ | -------------- |
| 竹内千尋 | 45   | 無所属   | 新     | 14,423票 | 39.5%  | 自由民主党推薦 |
| 大口秀和 | 53   | 無所属   | 新     | 11,393票 | 31.2%  | -              |
| 西尾文治 | 71   | 無所属   | 新     | 10,733票 | 29.4%  | 自由民主党推薦 |

### 2008年志摩市長選挙
2008年の市長選挙で再選を目指したが、前回破った大口に敗れた。
※当日有権者数：48,946人 最終投票率：66.67%（前回比：-6.6pts）
| 候補者名 | 年齢 | 所属党派 | 新旧別 | 得票数   | 得票率 | 推薦・支持 |
| -------- | ---- | -------- | ------ | -------- | ------ | ---------- |
| 大口秀和 | 57   | 無所属   | 新     | 14,950票 | 46.3%  | -          |
| 竹内千尋 | 49   | 無所属   | 現     | 13,568票 | 42.0%  | -          |
| 大西美幸 | 58   | 無所属   | 新     | 3,749票  | 11.6%  | -          |

### 2012年志摩市長選挙
4年後の2012年の市長選挙に立候補し、返り咲きを目指したが、現職の大口に再び敗れた。
※当日有権者数：47,016人 最終投票率：65.62%（前回比：-1.05pts）
| 候補者名 | 年齢 | 所属党派 | 新旧別 | 得票数   | 得票率 | 推薦・支持 |
| -------- | ---- | -------- | ------ | -------- | ------ | ---------- |
| 大口秀和 | 61   | 無所属   | 現     | 13,406票 | 43.9%  | -          |
| 竹内千尋 | 53   | 無所属   | 元     | 8,978票  | 29.4%  | -          |
| 野名澄代 | 63   | 無所属   | 新     | 6,288票  | 20.6%  | -          |
| 松尾昌男 | -    | 無所属   | 新     | 1,869票  | 6.1%   | -          |

この後、2013年の志摩市議会議員選挙に立候補して2位で初当選を果たした。

### 2016年志摩市長選挙
2016年の市長選挙に再び立候補し、現職の大口らを破り、市長に返り咲いた。
※当日有権者数：45,542人 最終投票率：58.03%（前回比：-7.59pts）
| 候補者名 | 年齢 | 所属党派 | 新旧別 | 得票数   | 得票率 | 推薦・支持 |
| -------- | ---- | -------- | ------ | -------- | ------ | ---------- |
| 竹内千尋 | 57   | 無所属   | 元     | 14,266票 | 55.0%  | -          |
| 大口秀和 | 65   | 無所属   | 現     | 10,295票 | 39.7%  | -          |
| 濱口淳子 | 65   | 無所属   | 新     | 1,379票  | 5.3%   | -          |

2期目はSDGsに力を入れた。

### 2020年志摩市長選挙
2020年の市長選挙では元志摩市議会議員で自由民主党と立憲民主党が推薦する橋爪政吉に敗れた。これによって、志摩市誕生以来続いた竹内と大口の二頭政治が終わった。
※当日有権者数：42,704人 最終投票率：63.07%（前回比：+5.04pts）
| 候補者名 | 年齢 | 所属党派 | 新旧別 | 得票数   | 得票率 | 推薦・支持                 |
| -------- | ---- | -------- | ------ | -------- | ------ | -------------------------- |
| 橋爪政吉 | 45   | 無所属   | 新     | 14,169票 | 53.2%  | 自由民主党・立憲民主党推薦 |
| 竹内千尋 | 61   | 無所属   | 現     | 9,059票  | 34.0%  | -                          |
| 大口秀和 | 69   | 無所属   | 元     | 3,403票  | 12.8%  | -                          |